# شهرستان گراهام (کانزاس)
شهرستان گراهام، کانزاس (به انگلیسی: Graham County, Kansas) یک سکونتگاه مسکونی در ایالات متحده آمریکا است که در کانزاس واقع شده‌است.